# Mikel Landa
Mikel Landa Meana (n. Murguía, Zuia, Álava, 13 de dezembro de 1989) é um ciclista espanhol, membro da equipa Team Bahrain McLaren.

## Inícios e categoria inferiores
Seus inícios com a bicicleta foram em companhia dos seus amigos de infância, já que ao ser de povos diferentes (sendo ele de Murguia) utilizavam suas bicicletas para transladar de um lugar a outro. Nesses anos praticou também outros desportos, como a pelota basca ou o futebol.
Com 13 anos integrou-se nas filas do Clube Ciclista Zuyano, empurrado pela torcida existente ao ciclismo na localidade. No seio dessa formação realizaria todo seu passo pelo ciclismo de base: infantil de segundo ano (último de escolas), dois anos como cadete e outros dois como juvenil.

## Ciclismo amador
Em 2008 passou ao campo aficionado nas filas do Naturgas Energia, enquadrado dentro da estrutura da Fundação Euskadi e filial do Euskaltel-Euskadi de categoria ProTour. No seu primeiro ano não conseguiu vitórias.
Em 2009 ganhou em Soraluze, a Subida a Gorla, Trucios, e Murguía (sua carreira de casa). No Torneio sub'23 finalizou sexto na classificação individual comandada por seus colegas de equipa Xabier Zabalo e Jon Aberasturi, enquanto na classificação por equipas empataram a pontos em cabeça com a Caixa Rural.
Com os seus triunfos converteu-se num dos eleitos pela Fundação para dar o salto ao profissionalismo com seu filial Orbea, de categoria Continental.

## Ciclismo profissional
Em 2010 estreia como profissional no Orbea, de categoria Continental e também dependente da Fundação Euskadi. Em agosto, quando disputava a Volta a Burgos, renovou seu contrato com a Fundação por dois anos para dar o salto à primeira equipa, o Euskaltel-Euskadi.
Foi quinto no Tour del Porvenir, corrida na que destacou seu terceiro posto na etapa reina com final em Risoul. Também disputou o Mundial sub'23 de Geelong (Victoria, Austrália) com a selecção espanhola, participação na que destacou a "gozada" que supunha compartilhar hotel com o três vezes campeão do mundo absoluto Óscar Freire, bem como a necessidade de se refazer do jet lag. Em citada mundialista terminou 18º, ao chegar a meta no grupo de cabeça ainda que sem opções de vitória ao decidir-se esta ao sprint.
Em 2011 conseguiu a sua primeira vitória como profissional na Volta a Burgos, bem como o maillot da montanha da ronda burgalesa.
O 2015 começou bem, alçando os braços na melhor etapa da Volta ao País Basco pela frente de Tim Wellens e Tom Danielson. O 24 de maio deste mesmo ano conseguiu sua vitória mais importante em sua carreira profissional, na décimoquinta etapa do Giro de Itália com final em Madonna di Campiglio, superando a Yury Trofimov, Alberto Contador e seu colega de equipa Fabio Aru, colocando-se quarto na classificação geral a falta de seis etapas. Na seguinte jornada, com final em Aprica depois de coroar o Mortirolo, Landa voltou a impor na linha de meta, desta vez por adiante de Steven Kruijswijk e Alberto Contador, a quem avantajou em 38 segundos. Com esse resultado, Landa situou-se segundo na geral, retirando dessa posição a sua até então chefe de fillas Fabio Aru, que perdeu quase três minutos em frente ao vitoriano ao cruzar a linha de meta.

## Palmarés
2011
- 1 etapa da Volta a Burgos

2014
- 1 etapa do Giro del Trentino

2015
- 1 etapa da Volta ao País Basco
- 3° no Giro d'Italia, mais 2 etapas
- 1 etapa da Vuelta a España

## Resultados em Grandes Voltas e Campeonatos do Mundo
| Corrida             | 2010 | 2011 | 2012 | 2013 | 2014 | 2015 |
| ------------------- | ---- | ---- | ---- | ---- | ---- | ---- |
| Giro d'Italia       | -    | -    | -    | -    | 34º  | 3º   |
| Tour de France      | -    | -    | -    | -    | -    | -    |
| Vuelta a España     | -    | -    | 69º  | 39º  | 28º  | -    |
| Mundial em Estreada | -    | -    | -    | -    | -    | -    |

-: não participa
Ab.: abandono

## Equipas
- Orbea (2009-2010)[16]
- Euskaltel-Euskadi (2011-2013)
- Astana Pro Team (2014-2015)
- Sky (2016-2017)
- Movistar (2018-)